# Gare de Chapeauroux
Pour l’article homonyme, voir Chapeauroux (rivière).
La gare de Chapeauroux est une gare ferroviaire française de la ligne de Saint-Germain-des-Fossés à Nîmes-Courbessac (dite aussi ligne des Cévennes), située au lieu-dit Chapeauroux sur le territoire de la commune de Saint Bonnet-Laval, dans le département de la Lozère en région Occitanie.
C'est une gare de la Société nationale des chemins de fer français (SNCF) desservie par les trains TER Occitanie et TER Auvergne-Rhône-Alpes.
Elle se situe à proximité du Nouveau Monde, hameau de Saint-Haon.

## Situation ferroviaire
Établie à 752 mètres d'altitude, la gare de Chapeauroux est située au point kilométrique (PK) 567,862 de la ligne de Saint-Germain-des-Fossés à Nîmes-Courbessac entre les gares d'Alleyras et de Langogne.

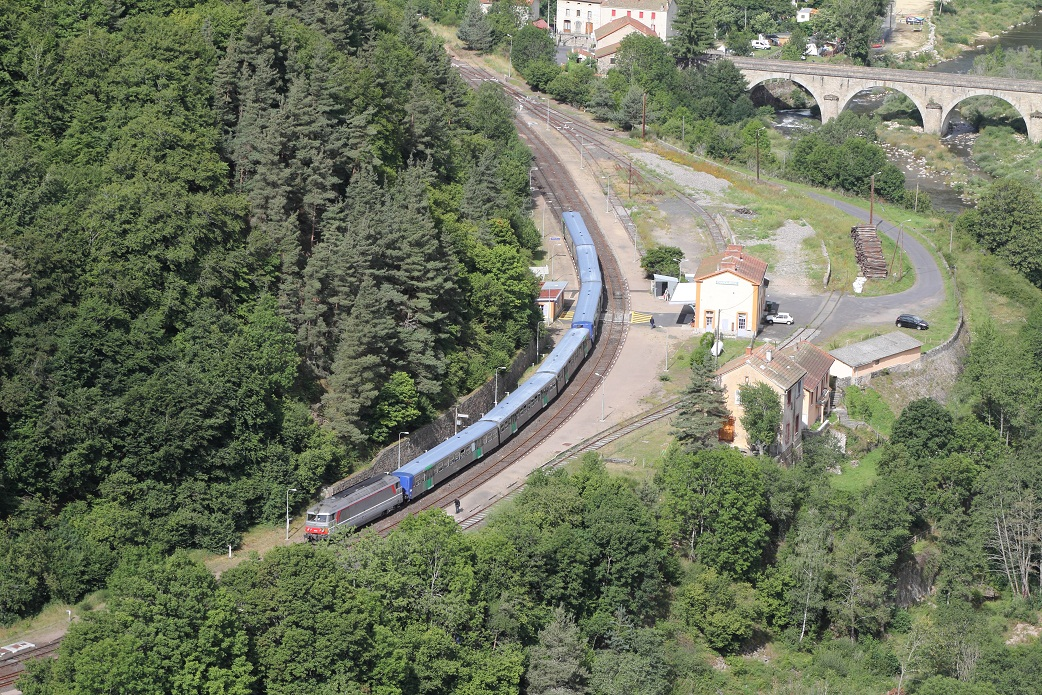
Ensemble ferroviaire de Chapeauroux en août 2011.

## Service des voyageurs

### Accueil
Halte SNCF, c'est un point d'arrêt non géré (PANG) à entrée libre.
Cette gare est aussi une station du train touristique des gorges de l'Allier.

### Desserte
Chapeauroux est desservie par des trains TER Occitanie et TER Auvergne-Rhône-Alpes qui effectuent des missions entre les gares : de Clermont-Ferrand et de Nîmes.

### Intermodalité
Un parking pour les véhicules est aménagé.